# Chrysolina zhongdiana
Chrysolina zhongdiana é uma espécie de artrópode pertencente à família Chrysomelidae.